# Formel 1-VM 1951
Formel 1-VM 1951 hade åtta deltävlingar som kördes under perioden 27 maj-28 oktober. Här ingick Indianapolis 500-loppet 1951 som en av deltävlingarna. Förarmästerskapet vanns av argentinaren Juan Manuel Fangio i Alfa Romeo. 

## Vinnare
- Förare:  Juan Manuel Fangio, Argentina, Alfa Romeo
- Konstruktör: Officiellt mästerskap började först 1958.

## Grand Prix 1951
| Grand Prix                 | Datum        | Bana              | Vinnande förare! Vinnande stall  | Vinnande tillverkare |                          |   |
| -------------------------- | ------------ | ----------------- | -------------------------------- | -------------------- | ------------------------ | - |
| Schweiz Grand Prix         | 27 maj       | Bremgarten        | Juan Manuel Fangio               | Alfa Romeo           |                          | * |
| Indianapolis Grand Prix    | 30 maj       | Indianapolis      | Lee Wallard                      | Murrell Belanger     | Kurtis Kraft-Offenhauser | * |
| Belgiens Grand Prix        | 17 juni      | Spa-Francorchamps | Nino Farina                      | Alfa Romeo           |                          | * |
| Frankrikes Grand Prix      | 1 juli       | Reims-Gueux       | Juan Manuel Fangio Luigi Fagioli | Alfa Romeo           |                          | * |
| Storbritanniens Grand Prix | 14 juli      | Silverstone       | José Froilán González            | Ferrari              |                          | * |
| Tysklands Grand Prix       | 29 juli      | Nürburgring       | Alberto Ascari                   | Ferrari              |                          | * |
| Italiens Grand Prix        | 16 september | Monza             | Alberto Ascari                   | Ferrari              |                          | * |
| Spaniens Grand Prix        | 28 oktober   | Pedralbes         | Juan Manuel Fangio               | Alfa Romeo           |                          | * |

## Grand Prix utanför VM 1951
| Grand Prix /Race          | Datum        | Bana             | Vinnande förare! Vinnande stall | Vinnande tillverkare |                       |
| ------------------------- | ------------ | ---------------- | ------------------------------- | -------------------- | --------------------- |
| Syrakusas Grand Prix      | 11 mars      | Syrakusa         | Luigi Villoresi                 | Ferrari              |                       |
| Richmond Trophy           | 26 mars      | Goodwood         | Prince Bira                     | Ecurie Siam          | Maserati-Osca         |
| Paus Grand Prix           | 26 mars      | Pau              | Luigi Villoresi                 | Ferrari              |                       |
| San Remos Grand Prix      | 22 april     | San Remo         | Alberto Ascari                  | Ferrari              |                       |
| Bordeaux' Grand Prix      | 29 april     | Bordeaux         | Louis Rosier                    | Ecurie Rosier        | Talbot-Lago-Talbot    |
| International Trophy      | 5 maj        | Silverstone      | Reg Parnell                     | Vanwall              | Ferrari               |
| Paris Grand Prix          | 20 maj       | Bois de Boulogne | Giuseppe Farina                 | Milano               | Maserati              |
| Ulster Trophy             | 2 juni       | Dunrod           | Giuseppe Farina                 | Alfa Romeo           |                       |
| Nederländernas Grand Prix | 22 juli      | Zandvoort        | Louis Rosier                    | Ecurie Rosier        | Talbot-Lago-Talbot    |
| Albis Grand Prix          | 5 augusti    | Albi             | Maurice Trintignant             | Gordini              | Simca-Gordini-Gordini |
| Pescaras Grand Prix       | 15 augusti   | Pescara          | José Froilán González           | Ferrari              |                       |
| Baris Grand Prix          | 2 september  | Bari             | Juan Manuel Fangio              | Alfa Romeo           |                       |
| Goodwood Trophy           | 29 september | Goodwood         | Giuseppe Farina                 | Alfa Romeo           |                       |

## Stall, nummer och förare 1951
| Stall/Tillverkare                                          | Nummer                      | Förare                                     |
| ---------------------------------------------------------- | --------------------------- | ------------------------------------------ |
| Alfa Romeo                                                 | 1, 2, 4, 20, 22, 34, 40, 76 | Nino Farina, Italien                       |
| Alfa Romeo                                                 | 2, 4, 8, 22, 24, 38, 75     | Juan Manuel Fangio, Argentina              |
| Alfa Romeo                                                 | 3, 6, 28                    | Consalvo Sanesi, Italien                   |
| Alfa Romeo                                                 | 4, 8                        | Luigi Fagioli, Italien                     |
| Alfa Romeo                                                 | 4, 24, 40, 77               | Felice Bonetto, Italien                    |
| Alfa Romeo                                                 | 26, 36                      | Emmanuel de Graffenried, Schweiz           |
| Alfa Romeo                                                 | 78                          | Paul Pietsch, Tyskland                     |
| Antonio Branca (Maserati)                                  | 92                          | Toni Branca, Schweiz                       |
| Bira (Maserati-Osca)                                       | 18                          | Prince Bira, Thailand                      |
| Bob Estes (Watson-Offenhauser)                             | 26                          | Joe James, USA                             |
| Bob Gerard (ERA)                                           | 8                           | Bob Gerard, Storbritannien                 |
| Brian Shawe-Taylor (ERA)                                   | 9                           | Brian Shawe-Taylor, Storbritannien         |
| BRM                                                        | 6, 30                       | Reg Parnell, Storbritannien                |
| BRM                                                        | 7                           | Peter Walker, Storbritannien               |
| BRM                                                        | 32                          | Ken Richardson, Storbritannien             |
| BRM                                                        | 32                          | Hans Stuck, Österrike                      |
| Brown Motor Co (Schroeder-Offenhauser)                     | 6                           | Duke Dinsmore, USA                         |
| Brown Motor Co (Kurtis Kraft-Offenhauser)                  | 69                          | Gene Force, USA                            |
| Bruce Bromme (Bromme-Offenhauser)                          | 48                          | Rodger Ward, USA                           |
| C G Tuffanelli & J Derrico (Deidt-Offenhauser)             | 19                          | Mack Hellings, USA                         |
| Carl Marchese (Marchese-Offenhauser)                       | 8                           | Chuck Stevenson, USA                       |
| Chico Landi (Ferrari)                                      | 12                          | Chico Landi, Brasilien                     |
| Duncan Hamilton (Talbot-Lago-Talbot)                       | 18, 88                      | Duncan Hamilton, Storbritannien            |
| Ecurie Belge (Talbot-Lago-Talbot)                          | 2, 16, 25, 26, 28, 36, 94   | Johnny Claes, Belgien                      |
| Ecurie Belgique (Talbot-Lago-Talbot)                       | 24                          | André Pilette, Belgien                     |
| Ecurie Belgique (Talbot-Lago-Talbot)                       | 28, 93                      | Jacques Swaters, Belgien                   |
| Ecurie Espadon (Ferrari)                                   | 14, 38, 91                  | Rudi Fischer, Schweiz                      |
| Ecurie Rosier (Talbot-Lago-Talbot)                         | 8, 14, 18, 22, 28, 40, 84   | Louis Rosier, Frankrike                    |
| Ecurie Rosier (Talbot-Lago-Talbot)                         | 10                          | Henri Louveau, Frankrike                   |
| Ecurie Rosier (Talbot-Lago-Talbot)                         | 18, 20, 23, 30, 42, 85      | Louis Chiron, Monaco                       |
| Ed Walsh (Kurtis Kraft-Offenhauser)                        | 3                           | Johnnie Parsons, USA                       |
| Enrico Platé (Maserati)                                    | 18, 79                      | Emmanuel de Graffenried, Schweiz           |
| Enrico Platé (Maserati)                                    | 20, 32                      | Harry Schell, USA                          |
| Enrico Platé (Maserati)                                    | 30                          | Louis Chiron, Monaco                       |
| Enrico Platé (Maserati)                                    | 80                          | Paul Pietsch, Tyskland                     |
| Eugène Chaboud (Talbot-Lago-Talbot)                        | 44                          | Eugène Chaboud, Frankrike                  |
| Federal Engineering Association (Kurtis Kraft-Offenhauser) | 44                          | Walt Brown, USA                            |
| Ferrari                                                    | 2, 8, 11, 12, 14, 20, 71    | Alberto Ascari, Italien                    |
| Ferrari                                                    | 4, 10, 18, 72               | Luigi Villoresi, Italien                   |
| Ferrari                                                    | 6, 12, 14, 74               | José Froilán González, Argentina           |
| Ferrari                                                    | 8, 12, 44, 73               | Piero Taruffi, Italien                     |
| Ferrari                                                    | 16                          | Peter Whitehead, Storbritannien            |
| George H Leitenberger (Sherman-Offenhauser)                | 57                          | Andy Linden, USA                           |
| Georges Grignard (Talbot-Lago-Talbot)                      | 38                          | Georges Grignard, Frankrike                |
| Gordini (Simca-Gordini)                                    | 12, 32, 50, 81              | Maurice Trintignant, Frankrike             |
| Gordini (Simca-Gordini)                                    | 14, 30, 46, 82              | Robert Manzon, Frankrike                   |
| Gordini (Simca-Gordini)                                    | 16, 34, 48, 83              | André Simon, Frankrike                     |
| Gordini (Simca-Gordini)                                    | 36                          | Aldo Gordini, Frankrike                    |
| Graham Whitehead (Ferrari)                                 | 24                          | Peter Whitehead, Storbritannien            |
| Grancor Auto Specialists (Kurtis Kraft-Offenhauser)        | 59                          | Fred Agabashian, USA                       |
| H A Chapman (Kurtis Kraft-Offenhauser)                     | 10                          | Bill Schindler, USA                        |
| HWM-Alta                                                   | 12                          | George Abecassis, Storbritannien           |
| HWM-Alta                                                   | 14                          | Stirling Moss, Storbritannien              |
| Howard Keck Co (Deidt-Offenhauser)                         | 16                          | Mauri Rose, USA                            |
| J C Agajanian (Kuzma-Offenhauser)                          | 2                           | Walt Faulkner, USA                         |
| J C Agajanian (Kurtis Kraft-Offenhauser)                   | 98                          | Troy Ruttman, USA                          |
| Jack B Hinkle (Kurtis Kraft-Offenhauser)                   | 9                           | Jack McGrath, USA                          |
| Jack B Hinkle (Kurtis Kraft-Offenhauser)                   | 9                           | Manny Ayulo, USA                           |
| Jean Marcenac (Kurtis Kraft-Novi)                          | 18                          | Duke Nalon, USA                            |
| Jean Marcenac (Kurtis Kraft-Novi)                          | 32                          | Chet Miller, USA                           |
| Jim Robbins (Kurtis Kraft-Offenhauser)                     | 83                          | Mike Nazaruk, USA                          |
| Joe Kelly (Alta)                                           | 5                           | Joe Kelly, Irland                          |
| John James (Maserati)                                      | 16                          | John James, Storbritannien                 |
| John L McDaniel (Schroeder-Offenhauser)                    | 52                          | Bobby Ball, USA                            |
| José Froilán González (Talbot-Lago-Talbot)                 | 42                          | José Froilán González, Argentina           |
| Karl Hall (Hall-Offenhauser)                               | 71                          | Bill Mackey, USA                           |
| L E Parks (Pawl-Offenhauser)                               | 76                          | Jimmy Davies, USA                          |
| Lee Elkins (Kurtis Kraft-Offenhauser)                      | 73                          | Carl Scarborough, USA                      |
| Lindsey Hopkins (Moore-Offenhauser)                        | 1                           | Henry Banks, USA                           |
| Lou Moore (Lesovsky-Offenhauser)                           | 22                          | George Connor, USA                         |
| Louis Rassey (Kurtis Kraft-Offenhauser)                    | 68 -                        | Carl Forberg, USA                          |
| Ludson D Morris (Kurtis Kraft-Offenhauser)                 | 23                          | Cliff Griffith, USA                        |
| M A Walker (Kurtis Kraft-Offenhauser)                      | 4                           | Cecil Green, USA                           |
| Maserati Race Cars (Maserati-Offenhauser)                  | 12                          | Johnny McDowell, USA                       |
| Milano (Maserati & Maserati-Milano)                        | 44                          | Paco Godia, Spanien                        |
| Milano (Maserati & Maserati-Milano)                        | 46                          | Juan Jover, Spanien                        |
| Milano (Maserati & Maserati-Milano)                        | 50                          | Onofre Marimón, Argentina                  |
| Murrell Belanger (Kurtis Kraft-Offenhauser)                | 99                          | Lee Wallard, USA                           |
| Osca                                                       | 44                          | Franco Rol, Italien                        |
| Pete Salemi (Trevis-Offenhauser)                           | 81                          | Bill Vukovich, USA                         |
| Peter Hirt (Veritas)                                       | 52                          | Peter Hirt, Schweiz                        |
| Peter Schmidt (Kurtis Kraft-Offenhauser)                   | 25                          | Sam Hanks, USA                             |
| Peter Whitehead (Ferrari)                                  | 16                          | Peter Whitehead, Storbritannien            |
| Philip Fotheringham-Parker (Maserati)                      | 17                          | Philip Fotheringham-Parker, Storbritannien |
| Philippe Étancelin (Talbot-Lago-Talbot)                    | 4, 20, 34, 38, 86           | Philippe Étancelin, Frankrike              |
| Pierre Levegh (Talbot-Lago-Talbot)                         | 22, 26, 90                  | Pierre Levegh, Frankrike                   |
| Rotary Engineering Corp (Deidt-Offenhauser)                | 5                           | Tony Bettenhausen, USA                     |
| Rotary Engineering Corp (Deidt-Offenhauser)                | 27                          | Duane Carter, USA                          |
| Scuderia Ambrosiana (Maserati)                             | 15, 89                      | David Murray, Storbritannien               |
| Vanwall (Ferrari)                                          | 14                          | Peter Whitehead, Storbritannien            |
| Vanwall (Ferrari)                                          | 26                          | Reg Parnell, Storbritannien                |
| Yves Giraud-Cabantous (Talbot-Lago-Talbot)                 | 6, 22, 24, 32, 46, 87       | Yves Giraud-Cabantous, Frankrike           |
| Yves Giraud-Cabantous (Talbot-Lago-Talbot)                 | 40, 48                      | Guy Mairesse, Frankrike                    |

## Slutställning förare 1951
| Placering | Förare! Stall           | Konstruktör           | Poäng                    |    |
| --------- | ----------------------- | --------------------- | ------------------------ | -- |
| 1         | Juan Manuel Fangio      | AlfaRomeo             |                          | 31 |
| 2         | Alberto Ascari          | Ferrari               |                          | 25 |
| 3         | José Froilán González   | Ferrari               |                          | 24 |
| 4         | Nino Farina             | Alfa Romeo            |                          | 19 |
| 5         | Luigi Villoresi         | Ferrari               |                          | 15 |
| 6         | Piero Taruffi           | Ferrari               |                          | 10 |
| 7         | Lee Wallard             | Murrell Belanger      | Kurtis Kraft-Offenhauser | 9  |
| 8         | Felice Bonetto          | AlfaRomeo             |                          | 7  |
| 9         | Mike Nazaruk            | Jim Robbins           | Kurtis Kraft-Offenhauser | 6  |
| 10        | Reg Parnell             | Vanwall & BRM         | Ferrari & BRM            | 5  |
| 11        | Luigi Fagioli           | AlfaRomeo             |                          | 4  |
| 12        | Consalvo Sanesi         | AlfaRomeo             |                          | 3  |
| 13        | Louis Rosier            | Ecurie Rosier         | Talbot-Lago-Talbot       | 3  |
| 14        | Andy Linden             | George H Leitenberger | Sherman-Offenhauser      | 3  |
| 15        | Manny Ayulo             | Jack B Hinkle         | Kurtis Kraft-Offenhauser | 2  |
| 16        | Emmanuel de Graffenried | Alfa Romeo            |                          | 2  |
| 17        | Yves Giraud-Cabantous   | Yves Giraud-Cabantous | Talbot-Lago-Talbot       | 2  |
| 18        | Bobby Ball              | John L McDaniel       | Schroeder-Offenhauser    | 2  |
| 19        | Jack McGrath            | Jack B Hinkle         | Kurtis Kraft-Offenhauser | 2  |

## Inofficiell slutställning konstruktörer 1951
Endast de fyra bästa poängen från de åtta loppen för den första bilen räknade.
| Placering | Konstruktör        | Poäng |
| --------- | ------------------ | ----- |
| 1         | AlfaRomeo          | 32    |
| 2         | Ferrari            | 30    |
| 3         | Talbot-Lago-Talbot | 3     |
| 4         | BRM                | 2     |